# منصور زيد حيدرة
منصور زيد حيدرة الزُبيدي هو سياسي يمني، وقيادي في الحراك الجنوبي، من مواليد 1975م منطقة زُبيد محافظة الضالع، يشغل حالياً وكيل وزارة التخطيط والتعاون الدولي في الحكومة اليمنية منذُ عام 2019م، شغل في عام 2015م إلى عام 2017م منصب مدير مكتب محافظ عدن عيدروس الزُبيدي، مؤسس والأمين العام لإتحاد شباب الجنوب منذُ تأسيسهُ في عام 2008م إلى الان.

## التعليم
حاصل على شهاد البكلاريوس في اللغة الانجليزية من جامعة عدن، حاصل على شهادة الماجستير بدرجة امتياز (ادارة أعمال) من كلية العلوم الادارية جامعة عدن.

## القضية الجنوبية
منذُ عام1999م ظهر منصور زيد عضو بارز في الحراك الجنوب والمقاومة الجنوبية مطالباً بفك الارتباط عن شمال اليمن والغاء الجمهورية اليمنية، وفي عام 2008م أنتخب منصور زيد أمين عام لإتحاد شباب الجنوب، وفي عام 2017م شغل منصب مدير مكتب رئيس المجلس الانتقالي الجنوبي، ورئيس الدائرة التنظيمية في المجلس الانتقالي.

## أعمالهُ
1. عضو مؤسس اللجان الشعبية في محافظة الضالع والجنوب عام 1999م.
2. من مناصري تيار اصلاح مسار الوحدة داخل الحزب الاشتراكي عام 2002م.
3. عضو مؤسس ملتقيات التصالح والتسامح والتضامن الجنوبي عام 2006م.
4. عضو مؤسس جمعيات الشباب العاطلين عن العمل عام 2007م.
5. عضو مؤسس المجلس الوطني الاعلى للتحرير واستقلال الجنوب عام 2008م.
6. مؤسس إتحاد شباب الجنوب عام 2008م.
7. عضو ادارة منتدى تنمية الوعي الوطني الجنوبي.
8. مؤسس ومدير تحرير نشرة التحرير الاسبوعية الصادرة عن الدائرة الاعلامية للمجلس الوطني محافظة الضالع.
9. عضو مؤتمر الجنوبي الجامع عام 2012م.[17]
10. عضو اللجنة الاشرافية لساحة الاعتصام المفتوح بساحة العروض بالعاصمة عدن.[18]
11. عضو مؤسس المجلس الانتقالي الجنوبي عام 2017م.

## الاعتقال والسجن
بسسب مشاركته في الفعاليات النضالية المطالبة بحقوق شعب الجنوب بالإضافة إلى حق تقرير المصير أعتقل ثلاث مرات من قبل سلطات منظومة صنعاء، كانت المرة الأولى تاريخ 2 اغسطس 2008م في سجن المنصورة عدن، والمرة الثانية تاريخ 30 نوفمبر 2009م في سجن البحث الجنائي عدن، والمرة الثالثة في شهر يونيو عام 2010م في السجن المركزي محافظة الضالع.

## الوظيفة الحكومية
في عام 2015م شغل منصب مدير مكتب محافظ عدن عيدروس الزُبيدي، وتم إقالته في عام 2017م، حالياً يشغل منصب وكيل وزارة التخطيط والتعاون الدولي، وقيادي بارز في المجلس الانتقالي الجنوبي.

## انظر ايظًا
- المجلس الانتقالي الجنوبي
- عيدروس الزُبيدي

## وصلات خارجية
منصور زيد على تويتر